# Jean-Ricner Bellegarde
Jean-Ricner Bellegarde (Colombes, Francia, 27 de junio de 1998) es un futbolista francés. Juega de centrocampista y su equipo es el Wolverhampton Wanderers de la Premier League inglesa.

## Trayectoria
Bellegarde comenzó su carrera en el R. C. Lens, y en 2019 firmó en el R. C. Strasbourg donde jugó 5 temporadas de Ligue 1.
El 1 de septiembre de 2023 fichó por el Wolverhampton Wanderers de la Premier League inglesa por £12.8 millones.

## Selección nacional
Fue internacional en categorías inferiores por Francia.

## Estadísticas
Actualizado al último partido disputado el 25 de mayo de 2025.
| Club                               | Div.          | Temporada     | Liga  | Liga  | Copas nacionales | Copas nacionales | Copas internacionales | Copas internacionales | Total | Total |
| Club                               | Div.          | Temporada     | Part. | Goles | Part.            | Goles            | Part.                 | Goles                 | Part. | Goles |
| ---------------------------------- | ------------- | ------------- | ----- | ----- | ---------------- | ---------------- | --------------------- | --------------------- | ----- | ----- |
| R. C. Lens Francia                 | 2.ª           | 2016-17       | 9     | 0     | 4                | 0                | —                     | —                     | 13    | 0     |
| R. C. Lens Francia                 | 2.ª           | 2017-18       | 25    | 1     | 6                | 0                | —                     | —                     | 31    | 1     |
| R. C. Lens Francia                 | 2.ª           | 2018-19       | 25    | 5     | 5                | 1                | —                     | —                     | 30    | 6     |
| R. C. Lens Francia                 | Total club    | Total club    | 59    | 6     | 15               | 1                | 0                     | 0                     | 74    | 7     |
| R. C. Estrasburgo Francia          | 1.ª           | 2019-20       | 24    | 0     | 3                | 1                | 3                     | 0                     | 30    | 1     |
| R. C. Estrasburgo Francia          | 1.ª           | 2020-21       | 36    | 1     | 1                | 0                | —                     | —                     | 37    | 1     |
| R. C. Estrasburgo Francia          | 1.ª           | 2021-22       | 36    | 2     | 2                | 0                | —                     | —                     | 38    | 2     |
| R. C. Estrasburgo Francia          | 1.ª           | 2022-23       | 30    | 2     | 1                | 0                | —                     | —                     | 31    | 2     |
| R. C. Estrasburgo Francia          | 1.ª           | 2023-24       | 3     | 2     | 0                | 0                | —                     | —                     | 3     | 2     |
| R. C. Estrasburgo Francia          | Total club    | Total club    | 129   | 7     | 7                | 1                | 3                     | 0                     | 139   | 8     |
| Wolverhampton Wanderers Inglaterra | 1.ª           | 2023-24       | 22    | 2     | 4                | 0                | —                     | —                     | 26    | 2     |
| Wolverhampton Wanderers Inglaterra | 1.ª           | 2024-25       | 35    | 2     | 4                | 0                | —                     | —                     | 39    | 2     |
| Wolverhampton Wanderers Inglaterra | Total club    | Total club    | 57    | 4     | 8                | 0                | 0                     | 0                     | 65    | 4     |
| Total carrera                      | Total carrera | Total carrera | 245   | 17    | 30               | 2                | 3                     | 0                     | 278   | 19    |